# 안양초등학교 축구부
안양초등학교 축구부는 경기도 안양시에 위치한 안양초등학교의 축구부이다.
과거 FC 안양과의 협약을 통해 FC 안양의 산하 유스팀으로 활동하기도 하였다.

## 같이 보기
- 안양초등학교
- FC 안양